# Oikopleura albicans
Oikopleura albicans är en ryggsträngsdjursart som först beskrevs av Leuckart 1853.  Oikopleura albicans ingår i släktet Oikopleura och familjen lysgroddar. Inga underarter finns listade i Catalogue of Life.